# Haus Rabe

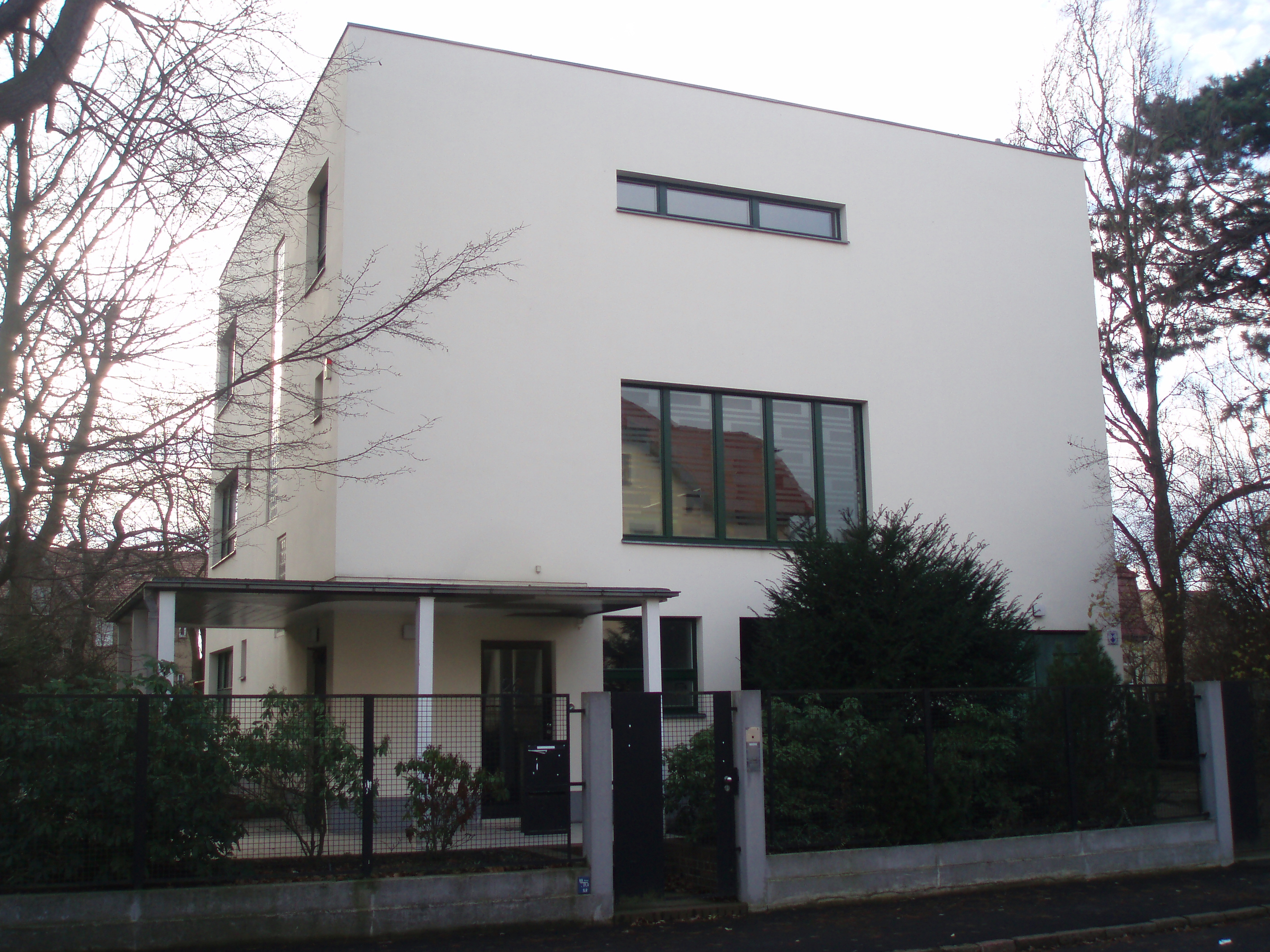
Haus Rabe in Zwenkau

Das Haus Rabe ist ein 1929 bis 1931 im Stil der Klassischen Moderne nach Plänen des Architekten Adolf Rading in Zwenkau für Erna und Erich Rabe erbautes Wohnhaus. Die künstlerische Ausgestaltung der modernen Wohn- und Praxisräume übernahm der Bauhaus-Künstler Oskar Schlemmer. Das Haus und große Teile der Inneneinrichtung sind im ursprünglichen Zustand erhalten.

## Baugeschichte
Ende der 1920er Jahre planten der Arzt Erich Rabe und seine Ehefrau Erna den Neubau eines Wohnhauses mit integrierten Praxisräumen in Zwenkau. Durch die Bekanntschaft Erna Rabes mit der Ehefrau des Architekten Adolf Rading wurde er beauftragt, ein modernes Wohn- und Praxishaus für das Ehepaar Rabe zu entwerfen. Der Entwurf des modernen, fast kubischen Einfamilienhauses auf dem Grundstück Ebertstraße 26 stieß zunächst auf heftige Ablehnung in der Nachbarschaft und vor allem bei den Genehmigungsbehörden, die den Entwurf zunächst als zu „undeutsch“ ablehnten. Die Baugenehmigung wurde schließlich unter anderem auch deswegen erteilt, weil die moderne Straßenfassade überwiegend von Bäumen verdeckt werden sollte.
Im Jahr 1929 konnte mit dem Bau des Hauses begonnen werden. Während Adolf Rading den Grundriss, die Raumgliederung und das Farbkonzept für das von außen schicht gehaltene Wohnhaus entwickelte, entwarf Oskar Schlemmer nach Wünschen der Bauherren die künstlerische Ausgestaltung und Innendekoration des Hauses. Die nahezu quadratischen, weißen Fassaden zeichnen sich durch eine klare Fenstergliederung aus. Nach der Fertigstellung des Gebäudes im Jahr 1931 lebte und arbeitete das Ehepaar in dem Gebäude. Im Erdgeschoss praktizierte Erich Rabe mit Hilfe seiner Ehefrau. Als Jüdin wurde Erna Rabe kurz vor Ende des Krieges, am 13. Februar 1945 mit dem letzten großen Transport XII/10 ins Ghetto Theresienstadt deportiert. Sie überlebte das Lager und kehrte nach dem Ende des Zweiten Weltkrieges nach Zwenkau zurück.
Das Ehepaar praktizierte bis 1965 im Haus, anschließend übernahm ihre Tochter Gabriele Schwarzer die Arztpraxis. Im Jahr 1994 kaufte der Kunstmäzen Horst Schmitter das Gebäude und restaurierte und sanierte das Haus, das noch nahezu im Originalzustand erhalten war. Seit 2015 existieren konkrete Pläne das Haus Rabe der Öffentlichkeit zugänglich zu machen. Der Ankauf des Hauses soll über eine Stiftung des Landkreises Leipzig, an der sich auch der Bund beteiligt, realisiert werden. Aufgrund des guten Erhaltungszustandes existieren Überlegungen, das Gebäude als UNESCO-Welterbe vorzuschlagen.

## Innenarchitektur und Design
Im Erdgeschoss des Hauses wurden die hellen Praxis- und Warteräume, die über einen separaten Eingang zu erreichen waren, eingerichtet. Daneben beherbergte das Erdgeschoss eine Garage und eine kleine Wohnung für Bedienstete. Der Zugang zum eigentlichen Wohnhaus erfolgte über einen seitlichen Eingang.
Rading entwickelte im Wohnbereich ein Wohnkonzept um eine, über zwei Stockwerke reichende, zentrale Wohnhalle. Die Wohnhalle besitzt große Fensterflächen zur Straßen- und Gartenseite.  Zum Garten ist dem zentralen Wohnraum ein auf einem Altan befindlicher Wintergarten vorgelagert. Von hier gelangt man über eine Treppe direkt in den Garten. Auf der Mittelebene des Hauses nimmt die zentrale, L-förmige Wohnhalle die gesamte Tiefe des Raumes ein. Das große, in fünf Elemente geteilte Fenster zur Straßenseite besitzt ein geätztes, geometrisches Muster, das für die Bewohner eine gewisse Intimität gewährleistet. Von der Wohnhalle gehen seitlich die Küche und die Toilette sowie auf der anderen Seite ein Gäste- und ein Kinderspielzimmer ab. Auf der Straßenseite der Wohnhalle befindet sich in einer Nische eine Kaminecke mit gegenüberliegender Bibliothek.
Rading ergänzte seinen reduzierten architektonischen Grundrisse mit einem ausgefallenen Farbkonzept für Böden, Wände und Decken. Als Kontrast zu den hellen, olivgrünen Wänden der Wohnhalle wurden rote Türen und ein großflächiger, geometrisch gemusterter Bodenbelag aus blauem, grauem, schwarzem und rotem Linoleum gesetzt. Die Decke über der Kaminnische versah Rading ebenfalls mit großen geometrischen Farbflächen in schwarzen, grauen und weißen Farben.
Das bestimmende Gestaltungselement der Wohnhalle bildet eine, über zwei Stockwerke reichende vierteilige Metallkomposition von Oskar Schlemmer, bestehend aus den Elementen Homo (Figur T),  einer Relieffigur, Achsenkreuz und einem Kopf im Profil, die im Originalzustand erhalten ist. Sie wird durch eine markisenähnliche Röhrenlampenkonstruktion effektvoll beleuchtet. Die Figur Homo entwarf Schlemmer bereits 1920 am Bauhaus in Weimar. Die Zeichnung, die auf Wunsch des Bauherrn geringfügig verändert wurde, bildete die Vorlage für Metallplastik im Haus Rabe. Der fünf Meter hohe Profilkopf wurde aus einem Band aus Kupferblech geformt.
Als Möblierung plante Rading ursprünglich mit schwarzen Stoffen bezogene, filigrane Stahlrohrmöbel. Über dem runden Esstisch wurde eine an der Wand befestigte, auskragende, verstellbare Lampenkonstruktion installiert. Vorhangstoffe, die mit Metallfäden durchzogen waren, harmonierten mit den Plastiken und den Metallgestellen der Möbeln.
Im Obergeschoss des Hauses waren die privaten Räume der Familie und ein Zimmer für das Kindermädchen untergebracht. Man erreicht das Obergeschoss über einen Treppenaufgang, das mit einem dreiteiligen, über zwei Stockwerke reichenden, scherenschnittartigem Fresko von Oskar Schlemmer dekoriert war. Am Treppenaufgang in das Obergeschoss befindet sich ein Profilkopf, dessen Kontur die Drehung des Treppengeländers nachzeichnet. Neben dem vertikalen Fensterband im Treppenhaus zeichnete Schlemmer eine über zwei Stockwerke reichenden Karyatide. Den Übergang zum Obergeschoss bildet schließlich eine vom Fenster aus gestreckte, tänzerische Halbfigur.
Straßenseitig wurden das Kinderzimmer mit Durchgang zum Familienbad eingerichtet. Ein langgestrecktes Fensterband sorgte für ausreichend Tageslicht im Zimmer. Das Bad verfügt über einen zweiten Ausgang zum Schlafzimmer. Die dominierenden Farben der Wände, Decken und des Fußbodens im Schlafzimmer der Eltern sind ein kräftiges Rot und Weiß, zu denen das in schwarz gehaltene Bett einen starken Kontrast bildet. Auch im Schlafzimmer setzt Rading das Konzept der in einander übergehenden großen geometrischen Farbflächen fort.

## Restaurierung und Rezeption
Das Haus wurde bis 1994 von der Familie Rabe und von ihrer Tochter Gabriele Schwarzer bewohnt, die im Erdgeschoss bis 1991 ihre chirurgische Praxis betrieb. Dem Engagement der Familie Rabe und glücklichen Umständen ist es zu verdanken, dass das Gebäude in einem beinahe originalen Zustand als Gesamtkunstwerk der Klassischen Moderne erhalten blieb.
1994 kaufte der Kunstmäzen Horst Schmitter das Haus Rabe und beauftragte das Architekturbüro Albert Speer & Partner mit der umfassenden denkmalgerechten Sanierung, die in den Jahren 1995 / 96 durchgeführt wurde. Seit 2015 existieren Bemühungen, das Haus Rabe durch eine Stiftung zu übernehmen und der Öffentlichkeit zugänglich zu machen. Mittlerweile wurde das Denkmal durch die Kulturstiftung Landkreis Leipzig übernommen. In den Jahren 2017 / 18 wurde das Haus erneut saniert und einzelnen Besuchergruppen zugänglich gemacht.
Im Rahmen der Bauhaus100-Veranstaltungen wurde in Leipzig die Wanderausstellung Das Haus Rabe in Zwenkau – Ein Höhepunkt der Bauhaus-Architektur an drei unterschiedlichen Veranstaltungsorten gezeigt.